# Nõmme jõgi
Nõmme jõgi är ett vattendrag i Estland.   Det ligger i landskapet Lääne-Virumaa, i den centrala delen av landet, 100 km sydost om huvudstaden Tallinn.